# Vlasenica (république serbe de Bosnie)
Pour les articles homonymes, voir Vlasenica.
Vlasenica (en serbe cyrillique : Власеница) est une ville et une municipalité de Bosnie-Herzégovine située dans la république serbe de Bosnie. Selon les premiers résultats du recensement bosnien de 2013, la ville intra muros compte 7 228 habitants et la municipalité 12 349.

## Géographie
La municipalité de Vlasenica se situe dans une région montagneuse et densément boisée traversée par la rivière Tišća, un affluent de la Drinjača. Elle est entourée par les municipalités de Šekovići et Zvornik au nord, Bratunac et Milići à l'est, Han Pijesak au sud et Kladanj à l'ouest.

## Histoire
Après la guerre de Bosnie, la municipalité de Milići a été créée sur le territoire de la municipalité de Vlasenica d'avant-guerre.

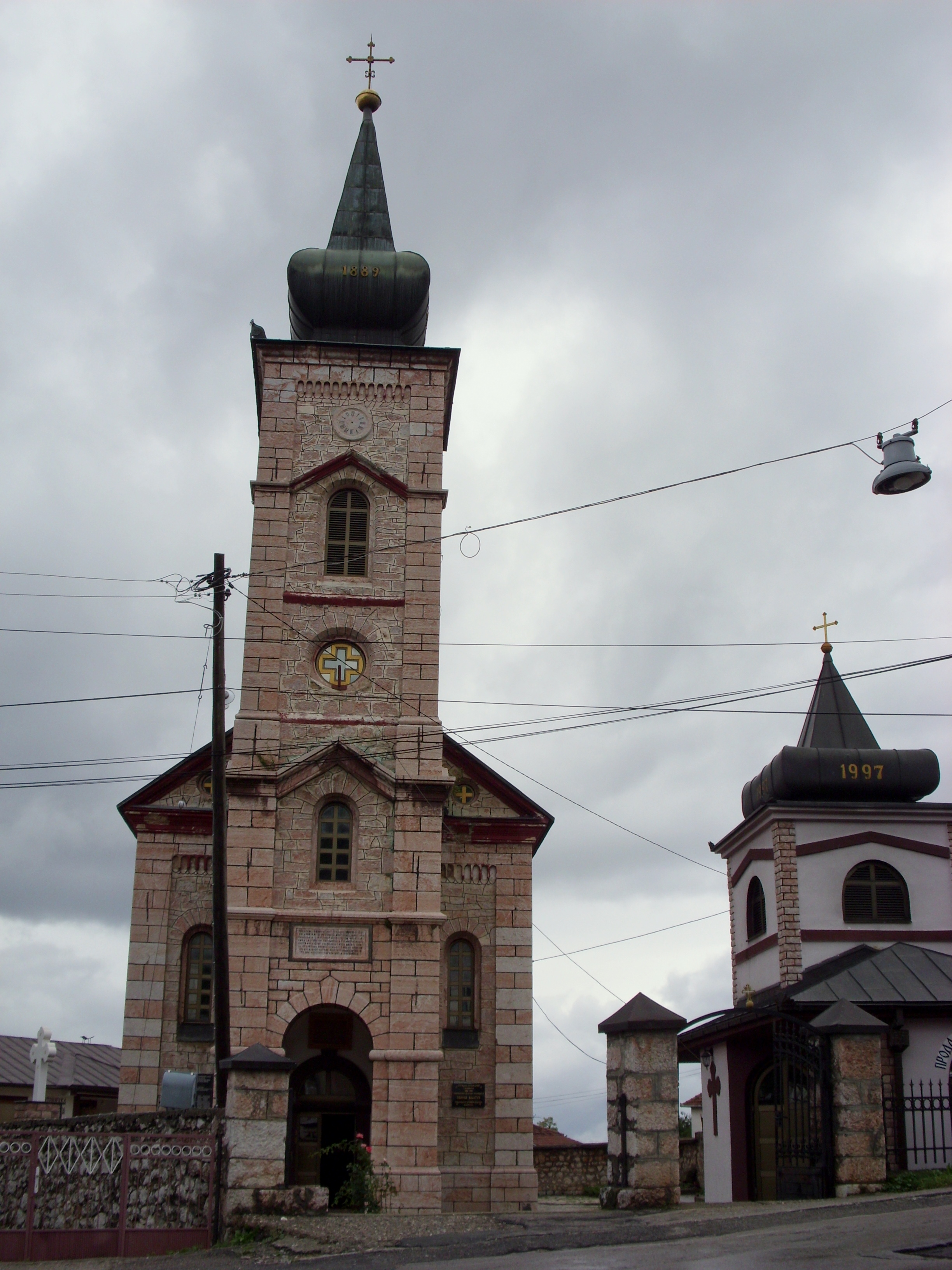
L'église orthodoxe de Vlasenica

## Localités

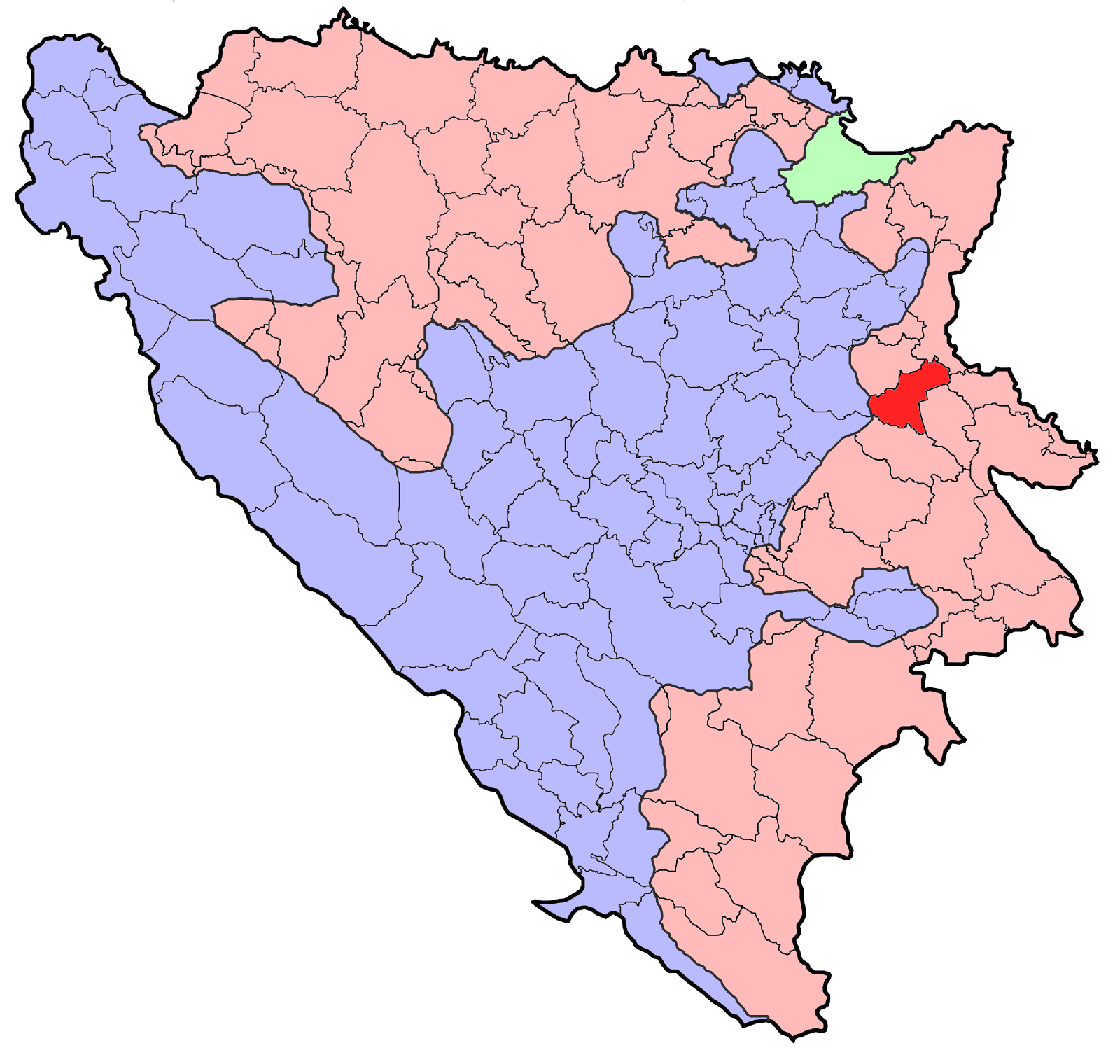
Localisation de la municipalité de Vlasenica en Bosnie-Herzégovine

La municipalité de Vlasenica compte 38 localités :
| - Bakići - Brda - Cerska - Dragaševac - Drum - Durakovići - Durići - Džemat - Gobelje - Grabovica | - Gradina - Jasen - Klještani - Kojčevina - Kozja Ravan - Kulina - Kuljančići - Majstorovići - Mišari - Mršići | - Neđeljišta - Odžak - Peševina - Pijuke - Plakalovići - Podcrkvina - Pustoše - Rača - Rašića Gaj - Rogosija | - Simići - Šadići Donji - Šadići Gornji - Tikvarići - Tugovo - Turalići - Vlasenica - Vrli Kraj |

## Démographie

### Villeintra muros

#### Évolution historique de la population dans la villeintra muros
| 1948 | 1953 | 1961  | 1971  | 1981  | 1991  | 2013  |
| ---- | ---- | ----- | ----- | ----- | ----- | ----- |
| -    | -    | 3 047 | 3 976 | 6 000 | 7 909 | 7 228 |

|  |

### Municipalité

#### Évolution historique de la population dans la municipalité
| 1971   | 1981   | 1991   | 2013   |
| ------ | ------ | ------ | ------ |
| 26 623 | 30 498 | 33 942 | 12 349 |

#### Répartition de la population par nationalités dans la municipalité (1991)
En 1991, sur un total de 33 942 habitants, la population se répartissait de la manière suivante :

## Politique
À la suite des élections locales de 2012, les 19 sièges de l'assemblée municipale se répartissaient de la manière suivante :
| Parti | Sièges |
| --- | ------ |
| Parti démocratique serbe (SDS)                                                                            | 7      |
| Alliance des sociaux-démocrates indépendants (SNSD)                                                       | 7      |
| Parti d'action démocratique (SDA)                                                                         | 2      |
| Parti du progrès démocratique (PDP)                                                                       | 1      |
| Parti radical serbe (SRS)                                                                                 | 1      |
| Parti progressiste de la République serbe, Parti radical de la République serbe, Parti progressiste serbe | 1      |

Dragoslav Todorović, membre du Parti démocratique serbe (SDS) a été élu maire de la municipalité.

## Personnalités
- Radislav Krstić, général serbe de Bosnie
- Vedad Ibišević, footballeur